# Orphanostigma perfulvalis
Orphanostigma perfulvalis là một loài bướm đêm trong họ Crambidae.